# Fernando de Jesus Ribeiro
Fernando de Jesus Ribeiro, thường được biết với tên Fernando là một thủ môn bóng đá người Brasil, hiện tại thi đấu cho Gostaresh Foolad ở Persian Gulf Pro League.

## Sự nghiệp câu lạc bộ

### Esteghlal Khuzestan
Jesus ký hợp đồng với câu lạc bộ tại Persian Gulf Pro League Esteghlal Khuzestan trong kỳ chuyển nhượng mùa hè năm 2015. Anh gây ấn tượng ở nửa đầu mùa giải 2015–16, khi giữ sạch lưới nhiều trận nhất trong 15 trận đầu tiên của mùa giải. Ngày 13 tháng 5 năm 2016, với sự giúp đỡ bằng nhiều pha cản phá từ Fernando, Esteghlal Khuzestan giành chiến thắng trong vòng đấu cuối trước Zob Ahan và vô địch Persian Gulf Pro League lần đầu tiên trong lịch sử.

### Gostaresh Foolad
Jesus gia nhập Gostaresh Foolad của Tabrizi vào mùa hè năm 2016 sau khi đoạt danh hiệu thủ môn xuất sắc nhất mùa giải ở Persian Gulf Pro League.
https://commons.wikimedia.org/wiki/File:Fernando_de_Jesus_Ribeiro_goalkeeper.jpg

## Danh hiệu
Esteghlal Khuzestan
- Persian Gulf Pro League (1): 2015–16

### Cá nhân
- Đội hình tiêu biểu năm của Persian Gulf Pro League: 2015–16
- Thủ môn xuất sắc nhất Persian Gulf Pro League: 2015–16
- IRFF Awards Goalkeeper of the Year: 2015–16